# Aspidistra sutepensis
Aspidistra sutepensis är en sparrisväxtart som beskrevs av Kai Larsen. Aspidistra sutepensis ingår i släktet Aspidistra och familjen sparrisväxter. Inga underarter finns listade i Catalogue of Life.